# El precio de tu amor
El precio de tu amor es una telenovela mexicana producida por Ernesto Alonso para la cadena Televisa en 2000 y 2001. Fue protagonizada por Eduardo Santamarina y Eugenia Cauduro, con las participaciones antagónicas de Yadhira Carrillo, Alejandro Ávila, Roberto Ballesteros y Macaria. Versión de Al rojo vivo también producida por Alonso en 1980.

## Elenco
- Eugenia Cauduro - Gabriela Galván
- Eduardo Santamarina - Antonio Ríos Herrera
- Yadhira Carrillo - Sandra Rangel /Sofia Morales
- Manuel Ojeda - Dr. Octavio Rangel
- Roberto Ballesteros - Rodolfo Galván
- Macaria - Adelina Morales
- Ninón Sevilla - Dalila
- Galilea Montijo - Valeria Ríos Herrera
- Alejandro Ávila - Fabián San Miguel
- Samuel Gallegos - Plutarco
- Yolanda Ciani - Isabel
- Emilia Carranza - Yolanda
- Silvia Manríquez - Ana Luisa Galván
- Isadora González - Mireya
- Roberto Antúnez - Felipe
- Héctor Sáez - Héctor
- Jerardo - Silverio
- Juan Imperio - Tiburcio
- Mariana Botas - María del Carmen "Mary" Ríos Herrera
- Rodrigo Rochet - Alejandro
- David Ramos - Carmelo
- Fernando Robles - Trinidad
- Lourdes Deschamps - Lolita
- Virginia Gutiérrez - Rosario "La Chata"
- Raquel Pankowsky - Meche
- María Prado - Doña Licha
- Carlos Yustis - Policarpo
- Jaime Lozano - Don Benigno
- Luis Gimeno - Padre Chucho
- Arturo Laphan - Jorge
- Ricardo Vera - Dr. Diego
- Tania Mendoza - Shandira
- Lorena Enríquez - Columba
- Cecilia Gabriela - Julia Carrillo
- Marco Uriel - Ignacio Santillán
- Julio Bracho - Ricardo
- Sandra Benhumea
- Jaqueline Rosell
- Carlos Speitzer - Lalo
- Rosángela Balbó  - Giovanna
- Maristel Molina

## Equipo de producción
- Historia original: Orlando Merino, Jaime García Estrada
- Basados en un original de: María Zarattini, José Rendón
- Edición literaria: Tere Medina
- Tema de entrada: El precio de tu amor
- Autores: Roberto Cantoral, José Cantoral
- Intérprete y música: José Cantoral
- Escenografía: Miguel Ángel Medina
- Ambientación: Rafael Brizuela, Antonio Martínez
- Diseño de vestuario: Iliana Pensado, Carolina Calderón
- Editores: Marcelino Gómez, Roberto Nino
- Coordinación administrativa: Alejo Hernández
- Directores 2ª unidad: Rodrigo Zaunbos, Aurelio García
- Coordinación general de producción: Guadalupe Cuevas, Abraham Quintero
- Gerente de producción: Teresa Anaya
- Productor asociado: Luis Miguel Barona
- Director de cámaras: Víctor Soto
- Director de escena: Claudio Reyes Rubio
- Productor ejecutivo: Ernesto Alonso

## Premios y reconocimientos

### Premios TVyNovelas 2001
| Categoría               | Nominado(a)      | Resultado |
| ----------------------- | ---------------- | --------- |
| Mejor villana           | Yadhira Carrillo | Nominada  |
| Mejor actriz de reparto | Yadhira Carrillo | Nominada  |
| Mejor actor de reparto  | Manuel Ojeda     | Nominado  |

### Premios El Heraldo de México 2001
| Categoría           | Nominada         | Resultado |
| ------------------- | ---------------- | --------- |
| Revelación femenina | Yadhira Carrillo | Ganadora  |

## Versiones
- El precio de tu amor es un remake de la telenovela Al rojo vivo, producida por Ernesto Alonso para la cadena Televisa en 1980. Estuvo dirigida por Alfredo Saldaña y protagonizada por Alma Muriel y Frank Moro, y antagonizada por Sylvia Pasquel.